# Bombnik
Bómbnik je vrsta vojaškega letala, ki je namenjeno bombardiranju sovražnikovih ciljev. Sprva so napadali samo s prosto padajočimi bombami, že nekaj časa pa so opremljeni tudi z manevrirnimi izstrelki. Zaradi sodobnih balističnih raket dolgega dosega so težki bombniki danes že zelo zastareli oziroma neučinkoviti in potratni. Ob začetku 1. svetovne vojne strategi še niso prav točno poznali njihovih potencialov. V tistem trenutku so bili za bombardiranje zadolženi predvsem cepelini vseh vrst. Mnenje se je kmalu spremenilo zaradi velikih izgub nemških zrakoplovov nad Veliko Britanijo. V vojnah udeležene strani so skozi 100-letno zgodovino razvijale vedno večje, boljše in hitrejše bombnike, ki jih niso uporabljali le za bombardiranje vojaških, temveč tudi civilnih tarč v zaledju sovražnika. S tem ni šlo več le za neposredni spopad med vojskami, temveč tudi me vojsko in civilisti. S tem se je vojaška strategija razvijala skupaj z razvojem letalstva.

## Zgodovina razvoja bombnikov

### Razvoj bombnikov pred in med 1. svetovno vojno
Nakazi posameznih mišljenj in potreb po bombnikih so se pojavilo le malo pred vojno. Že takrat so bolj ali manj vedeli za njihov obstoj in njihovo možno uporabo, ki pa še ni bila množična. Eden najglasnejših pionirjev strategije bombardiranja je bil italijanski general Giulio Douhet. Njegove ideje je objavil v knjigi Prevlada v zraku, kjer opisuje zmago napadalcev z popolno premočjo v zraku in bombardiranje civila za zlomitev vojaških oskrb in rezerv. S takratno protiletalsko tehnologijo je bilo to mogoče, toda že v 2. svetovni vojni je maršal Artur Harris njegove optimistične napovedi ovrgel. Prav tako so to dojeli Nemci med bitko za Britanijo. Italijanska vojaška doktrina je tudi narekovala prvi bombni napad, ki se je zgodil leta 1911 v italijansko - turški vojni. Italijanski pilot je iz kabine svojega letala izpustil 4 ročne granate na turške vojake.
Britanske oblasti so bile ob izbruhu 1. svetovne vojne prepričane, da so nemški cepelini največja nevarnost angleškim mestom. Teh tveganj se je najbolj zavedala britanska admiraliteta. Ker je bila hkrati zadolžena za protiletalsko obrambo, so se odločili za napad na matično bazo nemških zrakoplovov v Tondernu. Pri tem so popolnoma uničili glavne hangarje, ubili 4 mehanike in uničili dva najmodernejša cepelina. Celotni napad velja za prvi napad mornariških letal z krova letalonosilke. Cepelin si po napadu niso nikoli opomogli in Nemci so v prihodnje uporabljali hitrejše dvomotorne Gotha G.IV in štirimotorne bombnike Staaken R.VI. Kmalu so tudi druge vojskujoče se sile pričele razvijati svoje bombnike, toda ne v razsežnostih nemških bombnikov. Prve bombe so bile nameščene ob strani pilotove kabine, saj mehanskega odmeta izpod kril ali iz bombnega jaška takrat še niso poznali. Že proti koncu vojne so bili bombniki na obeh straneh izenačeni, saj so oboji tipično imeli bombe pod krili in možnost mehanskega odmeta.

### Razvoj bombnikov med in pred 2. svetovno vojno
Bombniki so bili zgrajeni še večinoma iz lesa in njihove pomanjkljivosti, kot so neaerodinamičnost, pomanjkanje točnosti zadetkov in nestabilnost bombnega tovora, pomembno vplivale na njihov vpliv na bojišču. Šele pričetek gradnje enokrilnih letal iz kovine in razvoj motorjev v 30. letih 20. stoletja sta naredili bombnike pomemebne na bojišču. Zgradba je omogočila razvoj strmoglavih bombnikov, eden izmed pionirskih bombnikov strmoglavcev je bil nemški Junkers Ju 87 Stuka. Letalo je bistveno pripomoglo v taktiki bliskovite vojne in začetnih uspehih v napadih na Poljsko, Francijo in Rusijo.
Razvoj tehnologije vojnega letalstva je med 2. svetovno vojno omogočil bombardiranje v velikem obsegu z nekaj sto 4-motornimi bombniki, ki so pustošili po nemških in japonskih mestih podnevi in ponoči. Vrhunec je bil bombnik Boeing B-29, ki je kot edino letalo ponesel atomsko bombo, ki je prizadejala največjo rušilnost in povzročila največ smrtnih žrtev. 900 kg bombo je lahko pri hitrosti 641 km/h ponesel 8550 km daleč na višini 7,5 km. Z razvojem težkokategornih turboporpelerskih motorjev se je dolet, hitrost in vzletna teža bombnikom še povečala. Z uveljavitvijo raket srednjega in dolgega dosega, so, po mnenju mnogih, bombniki začeli izgubljati svoj pomen. Pomisleki so se izkazali za napačne, saj rakete v tistem času še niso bile zmožne zadeti premikajoče se tarče.
Z razvojem raket se je zmanjšala tudi potrebna nosilnost, zato so se načrtovalci usmerili predvsem na druge sisteme. Letala so s tem postala manjša ter hitrejša. Predvsem povojni bombniki so lahko leteli nizko nad tlemi, kar je skrajšalo odzivni čas nasprotnikovega obrambno-odkrivnega sistema. Tudi razvoj raket je omogočil izstrelitev pametnih bomb že pred tarčo in ne nad njo, kot je to bilo potrebno v 2. svetovni vojni. Z razvojem elektronike so se elektronski sistemi bistveno povečali in prevzemajo čedalje večji del nalog. S tem njihov dolet omejujejo le posadke letal in učinkovitost protiletalske obrambe sovražnika. Pri tem računalnik opravi načrtovanje leta na majhni višini, njegovo smer in natančno obdelavo ciljev.

### Razvoj bombnikov med hladno vojno
Na začetku hladne vojne so bili edino sredstvo za prevoz jedrskih orožij do tarče. Z razvojem raket  zemlja-zrak so se bombniki prilagodili z visoko nadmorsko višino in veliko hitrostjo. Ko so rakete dosegle tudi višine bombnikov, so ti začeli napadati z majhnih višin zaradi zaznavanj in prestrezanj radarjev. Z razvojem vodenih oziroma pametnih bomb bombnikom ni bilo treba več odleteti direktno nad cilj, toda so lahko napadli že veliko prej in s tem pridobili čas za izogibanje eksploziji. Zaradi posledic jedrskega napada so bili bombniki običajno pobarvani v belo ali samo oblečeni v golo kovino. Še vedno pa je ostala potreba po odmetu navadnih bomb, kot v vietnamski vojni ali malajski situaciji.
V šestdesetih letih dvajsetega stoletja je bil zaradi tega ukinjen program XB-70 Valkyrie, letala naslednje generacije, npr. B-1 in B-2 pa so se zaradi socialnih teženj težje integrirali v zračne sile ZDA. Podobno je Sovjetska zveza v sedemdesetih razvila Tu-95 Backfire, toda tudi pri njih je razvoj bombnika, ki bi dosegel hitrost Mach 3, zastal. V 21. stoletju sta bila uporabljena le še Tupoljev Tu-16 in Tu-95, Tu-160 pa je bil zaradi majhnega števila primerkov opuščen.

## Opravljanje nalog
Bombniki svojo nalogo izvajajo na več načinov. Tovor lahko odvržejo nad tarčo v horizontalnem letu na majhni, srednji, visoki ali zelo visoki višini. Je tudi največkrat uporabljena oblika bombardiranja. Poznamo tudi planirano bombardiranje, kjer je vpadni kot letala do 10° in strmoglavo bombardiranje, kjer je vpadni kot 10°-60°. Strmoglavo bombardiranje je prakticirala predvsem Luftwaffe z tehniko Blitzkreiga ter USAAF pri bombardiranju ladijskih objektov. Strmoglavljenje se uporablja samo z majhnih in srednjih višin. Med bombardiranjem lahko odvržejo ves tovor naenkrat, v seriji ali posamično. Pri strmoglavi tehniki se odmetava samo ena bomba naenkrat, da ne bi udarni val oziroma eksplozija uničila letalo med dvigovanjem nazaj na varno višino (3000 m).

## Delitev
Glede na okolje delovanja:
- taktične bombnike (napadajo sovražnikove cilje na bojišču),
- strateške bombnike (napadajo sovražnikove cilje v zaledju).

Glede na maso bombnega tovora:
- lahki bombnik
- srednji bombnik
- težki bombnik
- lovski bombnik
- jurišni bombnik
- strmoglavec